# Michelle Niederwieser
Michelle Niederwieser (Bregenz, 16 giugno 1999) è un'ex sciatrice alpina austriaca.

## Biografia
Michelle Niederwieser, specialista delle prove veloci originaria di Buch e attiva dal dicembre del 2015, in Coppa Europa ha esordito il 6 dicembre 2018 a Kvitfjell in supergigante (26ª), ha conquistato il primo podio l'11 gennaio 2023 ad Altenmarkt-Zauchensee in discesa libera (3ª), l'unica vittoria il 13 febbraio successivo a Bjelašnica in supergigante e l'ultimo podio il 18 marzo dello stesso anno a Narvik nella medesima specialità (2ª); in Coppa del Mondo ha debuttato l'8 dicembre 2023 a Sankt Moritz in supergigante (36ª), ha ottenuto i migliori piazzamenti il 16 dicembre successivo a Val-d'Isère in discesa libera e il 13 gennaio 2024 ad Altenmarkt-Zauchensee nella medesima specialità (23ª) e ha preso per l'ultima volta il via il 2 marzo 2025 a Kvitfjell in supergigante (40ª). Si è ritirata al termine di quella stessa stagione 2024-2025 e la sua ultima gara in carriera è stata il supergigante di Coppa Europa disputato il 17 marzo a Kvitfjell, non completato dalla Niederwieser; non ha preso parte a rassegne olimpiche o iridate.

## Palmarès

### Coppa del Mondo
- Miglior piazzamento in classifica generale: 104ª nel 2024

### Coppa Europa
- Miglior piazzamento in classifica generale: 8ª nel 2023
- 5 podi:
  - 1 vittoria
  - 2 secondi posti
  - 2 terzi posti

#### Coppa Europa - vittorie
| Data             | Località   | Paese                | Specialità |
| ---------------- | ---------- | -------------------- | ---------- |
| 13 febbraio 2023 | Bjelašnica | Bosnia ed Erzegovina | SG         |

Legenda:

SG = supergigante

### Campionati austriaci
- 1 medaglia:
  - 1 bronzo (supergigante nel 2018)